# Marina Akułowa
Marina Siergiejewna Akułowa (ros. Марина Сергеевна Акулова, ur. 13 grudnia 1985 w Czelabińsku) – rosyjska siatkarka, reprezentantka kraju, występuje na pozycji rozgrywającej. Od sezonu 2016/2017 występuje w drużynie Sachalin Jużnosachalińsk.

## Sukcesy klubowe
Mistrzostwo Rosji:
- 2013, 2014
- 2007

Puchar Rosji:
- 2013

Puchar Francji:
- 2016

Mistrzostwo Francji:
- 2016

## Sukcesy reprezentacyjne
Grand Prix:
- 2006

Mistrzostwa Świata:
- 2006

Mistrzostwa Europy:
- 2007